# (34239) Louisgolowich
2000 QX96 (asteroide 34239) é um asteroide da cintura principal. Possui uma excentricidade de 0.09969220 e uma inclinação de 2.69301º.
Este asteroide foi descoberto no dia 28 de agosto de 2000 por LINEAR em Socorro.